# الشركة العربية لبناء وإصلاح السفن
الشركة العربية لبناء وإصلاح السفن (بالإنجليزية: Arab Shipbuilding And Repair Yard Company اختصاراً: ASRY) شركة عربية إقليمية، تابعة لمنظمة الأقطار العربية المصدرة للبترول، وقعت إتفاقية إنشاءها في عام 1973، واتخذت مقرها في مدينة الحد في مملكة البحرين.
وتتمثل أهداف الشركة في القيام بعمليات بناء وإصلاح وصيانة جميع أنواع السفن والناقلات ووسائل النقل البحري الأخرى المتعلقة بنقل المواد الهيدروكربونية وغيرها. وقد أقامت الشركة حوضا جافا في البحرين لخدمة ناقلات البترول بوجه خاص في مجال الصيانة والإصلاح. وتحقق الشركة توسعا في خدماتها ومنشآتها منذ إنشاءها في عام 1973.

## الدول الأعضاء
وتشترك في عضوية الشركة سبعة دول هي:

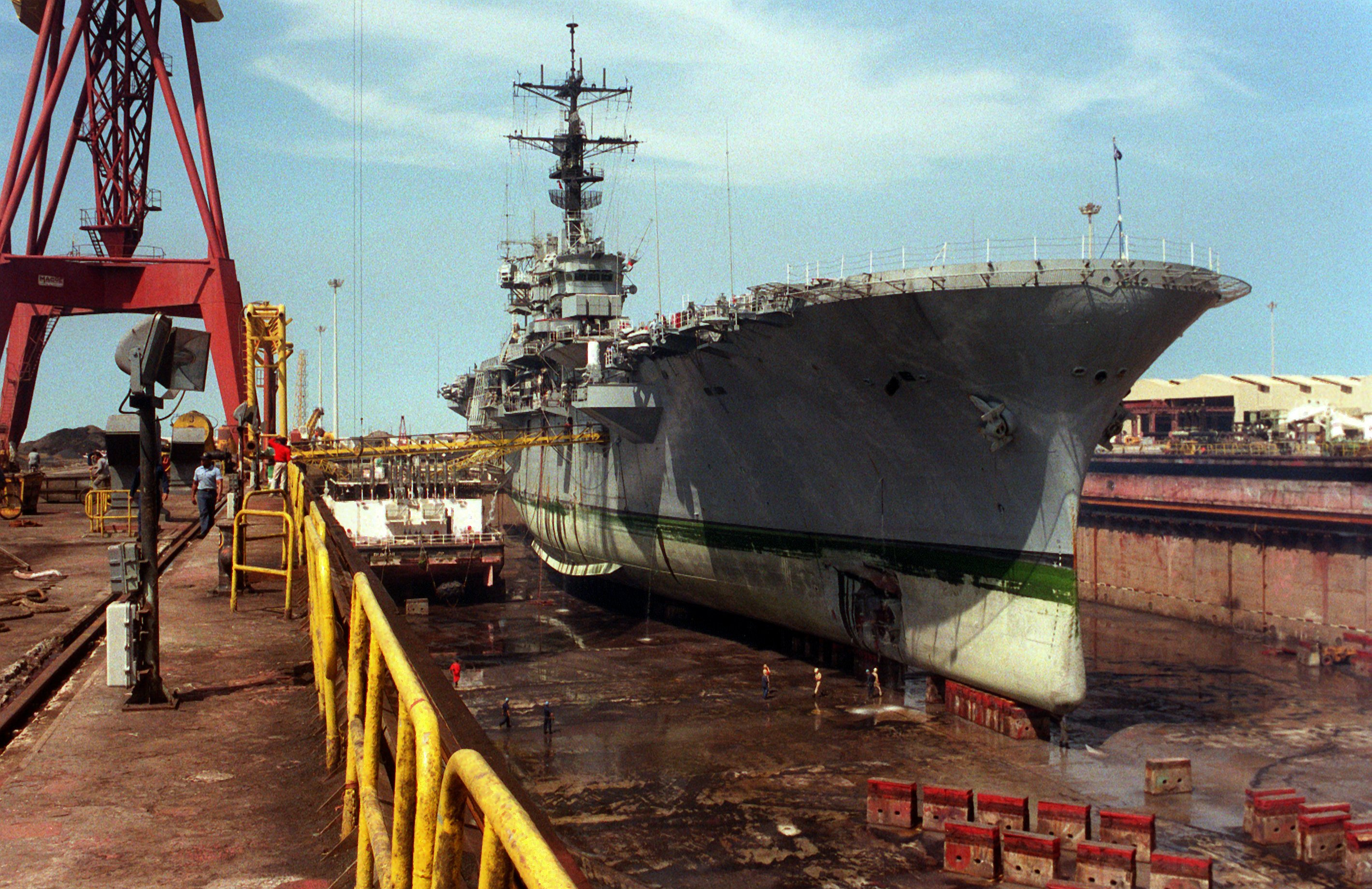
سفينة في رصيف جاف للإصلاح في الشركة العربية لبناء السفن وإصلاح السفن (دبي) لإصلاح فتحة في قوسها الأيمن بسبب لغم عراقي، 1991.

- الإمارات العربية المتحدة
- مملكة البحرين
- المملكة العربية السعودية
- جمهورية العراق
- قطر
- الكويت
- ليبيا

## وصلات خارجية
- asry.net الموقع الرسمي
- الشركة العربية لبناء وإصلاح السفن على موقع منظمة الأقطار العربية المصدرة للبترول